# Saint-Philibert, Côte-d'Or
Saint-Philibert är en kommun i departementet Côte-d'Or i regionen Bourgogne-Franche-Comté i östra Frankrike. Kommunen ligger i kantonen Gevrey-Chambertin som tillhör arrondissementet Dijon. År 2022 hade Saint-Philibert 542 invånare.

## Befolkningsutveckling
Antalet invånare i kommunen Saint-Philibert
Referens:INSEE